# Nectarie Cotlarciuc
Mitropolitul Nectarie (nume la naștere Nicolae Cotlarciuc; n. 7 februarie 1875, Stulpicani, Suceava, România – d. 4 iulie 1935, Cernăuți, România) a fost un cleric ortodox român, care a avut rangul de arhiepiscop al Cernăuților și mitropolit al Bucovinei între anii 1924 și 1935.

## Biografie
Nicolae Cotlarciuc s-a născut în data de 7 februarie 1875 în satul Stulpicani, comuna Stulpicani, județul Suceava, România (pe atunci în Imperiul Austro-Ungar). A fost unicul copil al lui Teodor și al Ioanei Cotlarciuc.
După ce a absolvit liceul la Suceava, a făcut facultatea la Cernăuți (1895-1899), obținând doctoratul în Teologie și Filozofie. Au urmat specializări la universitățile din Bonn, Viena, München și Würzburg.
În anul 1901 a lucrat ca profesor suplinitor de liceu la Cernăuți. A ajuns în cler ca diacon al Catedralei mitropolitane din Cernăuți, funcționar, bibliotecar și director al Bibliotecii Universității.
Organizează biblioteca în perioada 1919-1923 ,bazându-se pe experiența studiilor în străinătate. Rezolvă problema personalului, insuficient în urma plecărilor vechilor funcționari austrieci, prin promovarea unui grup de tineri bibliotecari. Aplică în practică o serie de idei reformatoare, moderne în bibliologie (expuse într-un proiect de lege pentru biblioteci, prezentat la Adunarea Asociației profesorilor Universitari, în 1922, la Cernăuți). Pionier al folosirii termenului bibliologie (în articolul Kurze Übersicht über die rumänische Bibliologie din "Zeitschrift des osterreichischen Vereins fur Bibliothekswesen", Wien-Leipzig, 1910).
După moartea soției, în 1918, se călugărește la Mănăstirea Putna, primind numele Nectarie.
În martie 1923 a fost ales episcop al unei episcopii basarabene nou înființate, Cetatea Albă – Ismail.
În 1924 a fost ales arhiepiscop al Cernăuților și mitropolit al Mitropoliei Bucovinei. În 1927 a pus piatra de temelie la Biserica Sfântul Nicolae din Cernăuți.
A fost, de asemenea, delegat la câteva congrese ale mișcării ecumenice: Stockholm (1925), Lausanne (1927), la Conferința episcopilor anglicani din Palatul Lambeth (1930), la Congresul vechilor catolici de la Viena și Bonn (1931) ș.a.
A decedat, la Cernăuți, Regatul României (astăzi în Ucraina) la 4 iulie 1935, în urma unei boli la stomac.